# Gabriel-François Doyen
Gabriel-François Doyen (París, 20 de mayo de 1726-San Petersburgo, 13 de marzo de 1806) fue un pintor francés. 

## Biografía
Hijo y nieto de tapiceros reales, Gabriel-François Doyen trabajó en el estudio de Charles-André van Loo. Obtuvo el premio de Roma en 1748 y permaneció en Italia cuatro años a cargo de la beca, entre 1752 y 1756. Llegó en 1752 a la Academia de Francia en Roma y luego se instaló en Palermo. Visitó Venecia, Bolonia y Turín. Allí estudió la obra de Dominiquin, Pierre de Crotone, Giordano y Solimène.
A partir de 1759 explotará la vena antigua con una serie de pinturas a gran escala con lenguaje hiperbólico y repetitivo. Ingresó en la Academia Real de Pintura y Escultura de París en 1761, donde fue profesor a partir de 1776. Amigo de Jacques-Louis David, salvó a este del suicidio en una fatal tentativa.
También se dedicó a la gran decoración. Debido al fallecimiento de Charles-André van Loo en 1765, se encargó de concluir los trabajos en la capilla de Saint-Grégoire en la Iglesia de los Inválidos de París (1765-1772). Pintó algunas pinturas religiosas, como su obra maestra en 1767: Sainte Geneviève y el milagro de los ardientes, en la iglesia Saint-Roch de París.
Realizó una serie de pinturas sobre la Ilíada que sirvieron como modelos para los tapices de Gobelins. En 1773 fue nombrado primer pintor del Conde de Artois y en 1775, de Monsieur, hermano del rey. En 1774, en la ciudad de Reims, se encarga de la decoración urbana de las fiestas de la coronación de Luis XVI. De 1791 a 1792, con su alumno Alexandre Lenoir, se entusiasmó con el trabajo de investigación, inventario y conservación de obras de arte y creó el depósito de los Petits Augustins.
Pintor del rey, dejó Francia y marchó a Rusia en 1792 (declarado emigrado en 1793) donde se convirtió en pintor de Catalina II de Rusia. Más tarde, el zar Pablo I lo nombró director de la Academia Imperial de las Artes de San Petersburgo, y ejecutó allí varias obras notables. Decoró algunos palacios imperiales y tuvo varios alumnos rusos.

## Obras en colecciones públicas
En Francia
- Bayona, Museo Bonnat-Helleu :
  - Saint évêque détruisant les idoles, dibujo ;
  - Trois études avec un groupe de figures implorant, dibujo.
- Dijon, Museo Magnin :
  - Le Magnificat, óleo ;
  - La Mort de Germanicus, esquisse, óleo ;
  - Hercule terrassant l'Hydre, dibujo.
- Douai, Museo de la Chartreuse de Douai : Le Miracle des ardents, esquisse, grisaille, óleo.
- La Fère, Museo Jeanne d'Aboville : Saint Jérôme, óleo.
- Le Mans, Museo de Tessé : Sainte Geneviève apaisant la peste des ardents, dibujo.
- Mitry-Mory, église Saint-Martin : L'Adoration des mages, óleo..[6]
- Paris :
  - Escuela militar de París : La Dernière Communion de saint Louis, óleo.
  - Iglesia Saint-Roch de París : Sainte Geneviève et le Miracle des Ardents, 1773, óleo.
  - Hôtel des Invalides : decoración de la capilla Saint-Grégoire.
  - Museo Carnavalet : Le Miracle des ardents, esquisse, grisaille, óleo.
  - Museo del Louvre :
    - Le Miracle des ardents, óleo.
    - La Mort de Virginie, dibujo ;
    - La Présentation au Temple, dibujo ;
    - Sainte Geneviève met fin au Mal des Ardents, dibujo ;
    - Une fête du dieu des jardins, dibujo ;
    - Hercule se présentant au temple de l'Hymen, dibujo ;
    - L'Apothéose de saint Louis, roi de France, porté par des anges, dibujo.
- Poitiers, Museo Sainte-Croix : Mars vaincu par Minerve, 1781, óleo.
- Saint-Brieuc, Museo d Arte y de Historia de Saint-Brieuc :
  - David jouant de la harpe, óleo ;
  - Sainte Cécile et Saint Valérien couronnes par un ange, dibujo.
- Versalles, Museo de Historia de Francia : 
  - Louis XVI reçoit à Reims les hommages des chevaliers du Saint-Esprit, 13 juin 1775, óleo ;
  - Allégorie de la naissance du duc de Valois, 6 octobre 1773, óleo ;
  - Triomphe d'Amphitrite ou la pêche, dibujo.

En Italia
- Parma Galería National de Parma : La Mort de Virginie, óleo, 4 7m.

En Rusia
- Gatchina, Palacio de Gatchina : frescos.
- Moscú, Castillo d'Arkhangelskoïe : Andromaque cachant Astyanax à Ulysse, 1763, óleo.
- San Petersburgo, Museo del Hermitage : Vénus blessée par Diomède, 1761, óleo.

## Alumnos
- Alexandre Lenoir
- Jean-Baptiste Frédéric Desmarais
- Guillaume Guillon Lethière (1760-1832)
- Pierre Lélu (1741-1810)
- Pierre-Antoine Mongin
- Olivier Perrin
- Pierre-Henri de Valencianas